# Liste des titres musicaux numéro un en France en 1976
Cette page liste les singles classés n°1 des ventes de disques en France durant l'année 1976.

## Numéros un par semaine

### Classement des chansons
| Semaine | Sortie       | Artiste            | Titre                                    |
| ------- | ------------ | ------------------ | ---------------------------------------- |
| 1       | 3 janvier    | Michel Sardou      | Le France                                |
| 2       | 10 janvier   | Michel Sardou      | Le France                                |
| 3       | 17 janvier   | Nicolas Peyrac     | Et mon père                              |
| 4       | 24 janvier   | Nicolas Peyrac     | Et mon père                              |
| 5       | 31 janvier   | Nicolas Peyrac     | Et mon père                              |
| 6       | 7 février    | Enrico Macias      | Malheur à celui qui blesse un enfant     |
| 7       | 14 février   | Enrico Macias      | Malheur à celui qui blesse un enfant     |
| 8       | 21 février   | Dalida             | J'attendrai                              |
| 9       | 28 février   | Dalida             | J'attendrai                              |
| 10      | 6 mars       | Sylvie Vartan      | Qu'est-ce qui fait pleurer les blondes ? |
| 11      | 13 mars      | Sylvie Vartan      | Qu'est-ce qui fait pleurer les blondes ? |
| 12      | 20 mars      | Johnny Hallyday    | Requiem pour un fou                      |
| 13      | 27 mars      | Johnny Hallyday    | Requiem pour un fou                      |
| 14      | 3 avril      | Johnny Hallyday    | Requiem pour un fou                      |
| 15      | 10 avril     | Johnny Hallyday    | Requiem pour un fou                      |
| 16      | 17 avril     | Jeane Manson       | Avant de nous dire adieu                 |
| 17      | 24 avril     | Jeane Manson       | Avant de nous dire adieu                 |
| 18      | 1er mai      | Brotherhood of Man | Save Your Kisses for Me                  |
| 19      | 8 mai        | Brotherhood of Man | Save Your Kisses for Me                  |
| 20      | 15 mai       | Brotherhood of Man | Save Your Kisses for Me                  |
| 21      | 22 mai       | Les Supporters     | Allez les Verts !                        |
| 22      | 29 mai       | Les Supporters     | Allez les Verts !                        |
| 23      | 5 juin       | Les Supporters     | Allez les Verts !                        |
| 24      | 12 juin      | Les Supporters     | Allez les Verts !                        |
| 25      | 19 juin      | Michel Sardou      | Je vais t'aimer                          |
| 26      | 26 juin      | Michel Sardou      | Je vais t'aimer                          |
| 27      | 3 juillet    | Michel Sardou      | Je vais t'aimer                          |
| 28      | 10 juillet   | Johnny Hallyday    | Derrière l'amour                         |
| 29      | 17 juillet   | Johnny Hallyday    | Derrière l'amour                         |
| 30      | 24 juillet   | Johnny Hallyday    | Derrière l'amour                         |
| 31      | 31 juillet   | Johnny Hallyday    | Derrière l'amour                         |
| 32      | 7 août       | Johnny Hallyday    | Derrière l'amour                         |
| 33      | 14 août      | Jeanette           | Porque te vas                            |
| 34      | 21 août      | Jeanette           | Porque te vas                            |
| 35      | 28 août      | Jeanette           | Porque te vas                            |
| 36      | 4 septembre  | Jeanette           | Porque te vas                            |
| 37      | 11 septembre | Jeanette           | Porque te vas                            |
| 38      | 18 septembre | Jeanette           | Porque te vas                            |
| 39      | 25 septembre | Jeanette           | Porque te vas                            |
| 40      | 2 octobre    | Jeanette           | Porque te vas                            |
| 41      | 9 octobre    | Jeanette           | Porque te vas                            |
| 42      | 16 octobre   | Jeanette           | Porque te vas                            |
| 43      | 23 octobre   | Boney M.           | Daddy Cool                               |
| 44      | 30 octobre   | Boney M.           | Daddy Cool                               |
| 45      | 6 novembre   | Boney M.           | Daddy Cool                               |
| 46      | 13 novembre  | Boney M.           | Daddy Cool                               |
| 47      | 20 novembre  | Boney M.           | Daddy Cool                               |
| 48      | 27 novembre  | Boney M.           | Daddy Cool                               |
| 49      | 4 décembre   | Boney M.           | Daddy Cool                               |
| 50      | 11 décembre  | Boney M.           | Daddy Cool                               |
| 51      | 18 décembre  | Boney M.           | Daddy Cool                               |
| 52      | 25 décembre  | Boney M.           | Daddy Cool                               |